# Corrida Internacional de São Silvestre de 2021
A Corrida Internacional de São Silvestre de 2021 foi a 96ª edição deste evento, realizada no dia 31 de dezembro de 2021, nos arredores do centro da cidade de São Paulo. Prevista para 2020, esta edição foi transferida inicialmente para 11 de julho de 2021 devido ao estado crítico da Pandemia de COVID-19. Logo depois, foi adiada para o último dia do ano, como ocorre tradicionalmente, mas não contou com a presença de público pelas calçadas.
A edição contou com 20 mil pessoas inscritas, o menor número de inscrições desde o início da edição matinal em 2012. Iniciou às 7h40 da manhã e teve como ponto de partida e de chegada a Avenida Paulista, próximo ao Edifício Cásper Líbero.

## Resultados

### Masculino
| Pos. | Atleta                | País    | Tempo           | Ref.  |
| ---- | --------------------- | ------- | --------------- | ----- |
| 1º   | Belay Bezabh          | Etiópia | 44 min e 54 seg | [ 3 ] |
| 2º   | Daniel Nascimento     | Brasil  | 45 min e 09 seg | [ 3 ] |
| 3º   | Hector Garibay Flores | Bolívia | 45 min e 15 seg | [ 3 ] |
| 4º   | Elisha Rotich         | Quênia  | 46 min e 26 seg | [ 3 ] |
| 5º   | José da Silva         | Brasil  | 46 min e 36 seg | [ 3 ] |

### Feminino
| Pos. | Atleta                | País    | Tempo           | Ref.  |
| ---- | --------------------- | ------- | --------------- | ----- |
| 1º   | Sandrafelis Chebet    | Quênia  | 50 min e 06 seg | [ 4 ] |
| 2º   | Yenenesh Dinkesa      | Etiópia | 51 min e 26 seg | [ 4 ] |
| 3º   | Jenifer do Nascimento | Brasil  | 53 min e 31 seg | [ 4 ] |
| 4º   | Valdinele dos Santos  | Brasil  | 53 min e 32 seg | [ 4 ] |
| 5º   | Franciane dos Santos  | Brasil  | 54 min e 10 seg | [ 4 ] |